# Max Warschawski

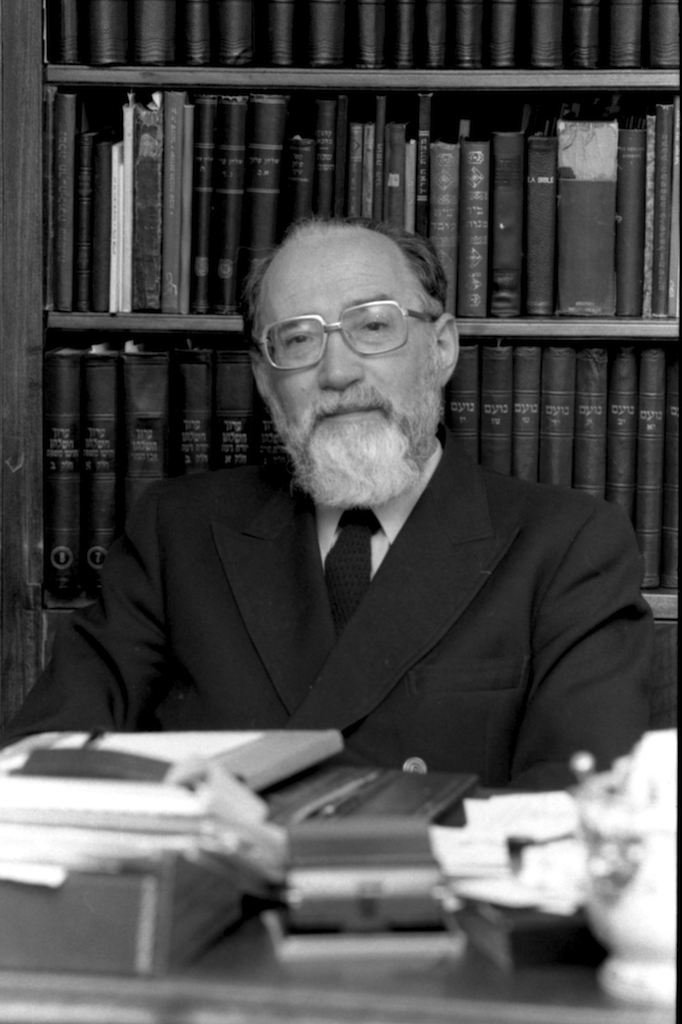
Max Warschawski (1980)

Max Warschawski (hebräisch מקס ורשבסקי; geboren 4. Juli 1925 in Straßburg; gestorben 13. September 2006 in Jerusalem) war ein Elsässer Rabbiner. Er setzte sich für das Judentum, speziell im Elsass, und für den Frieden ein.

## Leben
Er wurde in Straßburg als Sohn einer jüdischen Familie, die aus Polen eingewandert war, geboren. Er wuchs in Straßburg auf, bis er 8 Jahre alt war. Nach dem Tod seiner Mutter wurde er nach Quatzenheim zu einer jüdischen Familie in Pension geschickt, die aus Deutschland eingewandert war. Zwei Jahre später heiratete sein Vater wieder und er kehrte nach Straßburg zurück. Er ging auf das Gymnasium und lernte dort den Rabbiner Abraham Deutsch (1902–1992) kennen, der sein Religionslehrer war. Kurz vor der deutschen Besetzung des Elsass flüchtete seine Familie nach Vichy, später nach Limoges, wo er weiter die Schule besuchte. Er schloss sich der Widerstandsgruppe (Résistance) Marc Haguenau (Éclaireurs israélites de France) an und kämpfte gegen die deutschen Besatzer im Département Tarn. Nach dem Krieg besuchte er in Paris die Rabbiner-Schule von 1945 bis 1947 und dann in London das Jewish College, wo er sein Diplom als Rabbiner machte. Er wurde als Rabbiner nach Bischheim bis 1954 berufen, dann nach Straßburg als Mitarbeiter des Großrabbiners Abraham Deutsch. 1960 wurde er Rabbiner von Straßburg, wo er sich um die jüdische Jugend kümmerte. 1963 verbrachte er ein Jahr in Israel, mit der Absicht, sich dort niederzulassen. Auf Bitten seiner Gemeinde kehrte er nach Straßburg zurück, wo er ab 1970 bis 1987 das Amt des Großrabbiners ausübte. Hier arbeitete er mit dem Bischof Léon Arthur Elchinger (1908–1998) zusammen, um das Verhältnis zwischen Christen und Juden zu verbessern. Danach zog er endgültig nach Israel, wo er seine Studien der jüdischen Geschichte und Religion fortsetzte und sich für den Frieden in der Region einsetzte. In den 1990er Jahren unterstützte er die parti sioniste religieux de gauche, die mit der Arbeiterpartei Meimad verbunden war.
1948 heiratete er Mireille Metzger aus einer alten jüdischen Familie, mit der er 7 Kinder hatte, die, bis auf eine Tochter, alle nach Israel auswanderten. Er war der Vater von Michel Warschawski.
Max Warschawsk war beliebt, weil er die Menschen so nahm wie sie sind. Zwei Anekdoten illustrieren sein Verständnis der Menschen.
In Quatzenheim traute er einen Freund mit einer jüdischen Zeremonie. Die jüdische Gemeinde war sehr klein und bestand fast nur aus alten Männern. Nach der Trauung unterhielten sich die alten Männer und er hörte ihren Kommentar: „Hosch's gseye, der Pollack hot güt geret.“ im Elsässer Dialekt, auf Deutsch „Hast du gesehen, der Pollack hat gut geredet“. Im Elsässischen ist Pollack ein Schimpfwort für Pole. Warschawski betrachtete dies als Kompliment und erzählte die Geschichte gerne.
Beim Sukkot (Laubhüttenfest) wird in den Wohnungen eine symbolische Laubhütte (Soukka) aufgebaut. Im Elsass wird darin eine Zwiebel aufgehängt, die mit Federn geschmückt ist und chauté genannt wird. Dieser Brauch geht auf eine falsche Interpretation einer Bibelstelle „betsél kenoféro“ (beschütze uns im Schatten deiner Flügel) zurück, welches im Hebräischen ähnlich klingt wie „Zwiebel“. Warschawski bestand trotzdem darauf, den Brauch beizubehalten. Im Elsässisch-Jüdischen Dialekt bedeutet chauté Idiot, und er bemerkte, dass man damit den Kindern gut beibringen kann, dass Religion nicht immer rational ist, man aber die Traditionen trotzdem ehren soll.

## Veröffentlichungen
- Ma Bible illustrée. 1980, mehrere Bände, zusammen mit anderen Autoren: „Cours d'histoire juive pour la préparation des examens du Conseil pour l'Education et la Culture Juive en France“ (Jüdischer Geschichtskurs zur Vorbereitung auf die Prüfungen des Rats für jüdische Erziehung und Kultur in Frankreich).[6]
- Verschiedene Veröffentlichungen in der Zeitschrift Histoire des Juifs d’Alsace (Geschichte der Juden im Elsass), unter anderem über den Rabbiner Juda Moyse Nathan Mutzig und einen der letzten Briefe von Cerf Beer.[6]